# Бенет Милър
Бенет Милър (на английски: Bennett Miller) е американски режисьор.
През 2006 г. е номиниран за Оскар за най-добра режисура за филма „Капоти“.

## Филмография
| Година | Заглавие на български | Оригинално заглавие | Бележки           |
| ------ | --------------------- | ------------------- | ----------------- |
| 1998   |                       | „The Cruise“        | документален филм |
| 2005   | „Капоти“              | „Capote“            |                   |
| 2011   | „Кешбол“              | „Moneyball“         |                   |
| 2014   | „Ловец на лисици“     | „Foxcatcher“        |                   |